# Distretto di Ôndôšil
Il distretto di Ôndôšil è uno dei quindici distretti (sum) in cui è suddivisa la provincia del Dundgov', in Mongolia. Conta una popolazione di 1.616 abitanti (censimento 2007). 